# Lusitano VRSA
El Lusitano VRSA es un equipo de fútbol de Portugal que milita en el Campeonato Regional del Algarve, la cuarta liga de fútbol más importante del país.

## Historia
Fue fundado el 14 de abril del año 1916 en la ciudad de Villarreal de San Antonio, en el Distrito de Faro y han jugado en la Primeira Liga de Portugal en 3 ocasiones, aunque sus logros más notorios han sido en las ligas regionales del Algarve. También han participado en más de 10 ocasiones en la Copa de Portugal.

## Palmarés
- Campeonato Regional del Algarve: 10

1922/23, 1927/28, 1928/29, 1929/30, 1931/32, 1934/35, 1954/55, 1977/78, 2011/12, 2013/14
- Copa del Algarve: 1

2012/13
- Supercopa del Algarve: 1

2012